# Saint Joseph (Missouri)
Pour les articles homonymes, voir Saint-Joseph.
Saint Joseph (en anglais : St. Joseph) est une ville de l'État du Missouri, aux États-Unis. Elle est le siège du comté de Buchanan.

## Dénomination
Dans le langage parlé, la ville est appelée familièrement Saint Joe. Elle doit son nom à son fondateur, le trappeur Joseph Robidoux.

## Histoire
La ville de Saint Joseph est fondée par le négociant en fourrure Joseph Robidoux, originaire de l'ancienne Louisiane française. La ville est constituée officiellement en 1843.
Les rues (est-ouest) du centre-ville portent les noms des huit enfants de Joseph Robidoux : Faraon, Jules, Francis, Félix, Edmond, Charles, Sylvanie et Messanie ainsi que le prénom de sa seconde épouse, Angélique.
Entre avril 1860 et octobre 1861, Saint-Joseph est une des deux destinations finales du Pony Express. Mais rapidement l'arrivée du chemin de fer met un terme au transport des messageries à dos de cheval.
Le 3 avril 1882, le hors-la-loi Jesse James est tué dans sa maison, située au 1318 rue Lafayette.

## Géographie
Selon les données du Bureau du recensement des États-Unis, Saint Joseph a une superficie de 115,3 km2 (soit 44,5 mi2) dont 113,5 km2 (soit 43,8 m2) en surfaces terrestres et 1,7 km2 (soit 0,7 mi2) en surfaces aquatiques.

## Personnalités nées à Saint Joseph
Eminem, rappeur, producteur musical et acteur.

### Articles connexes

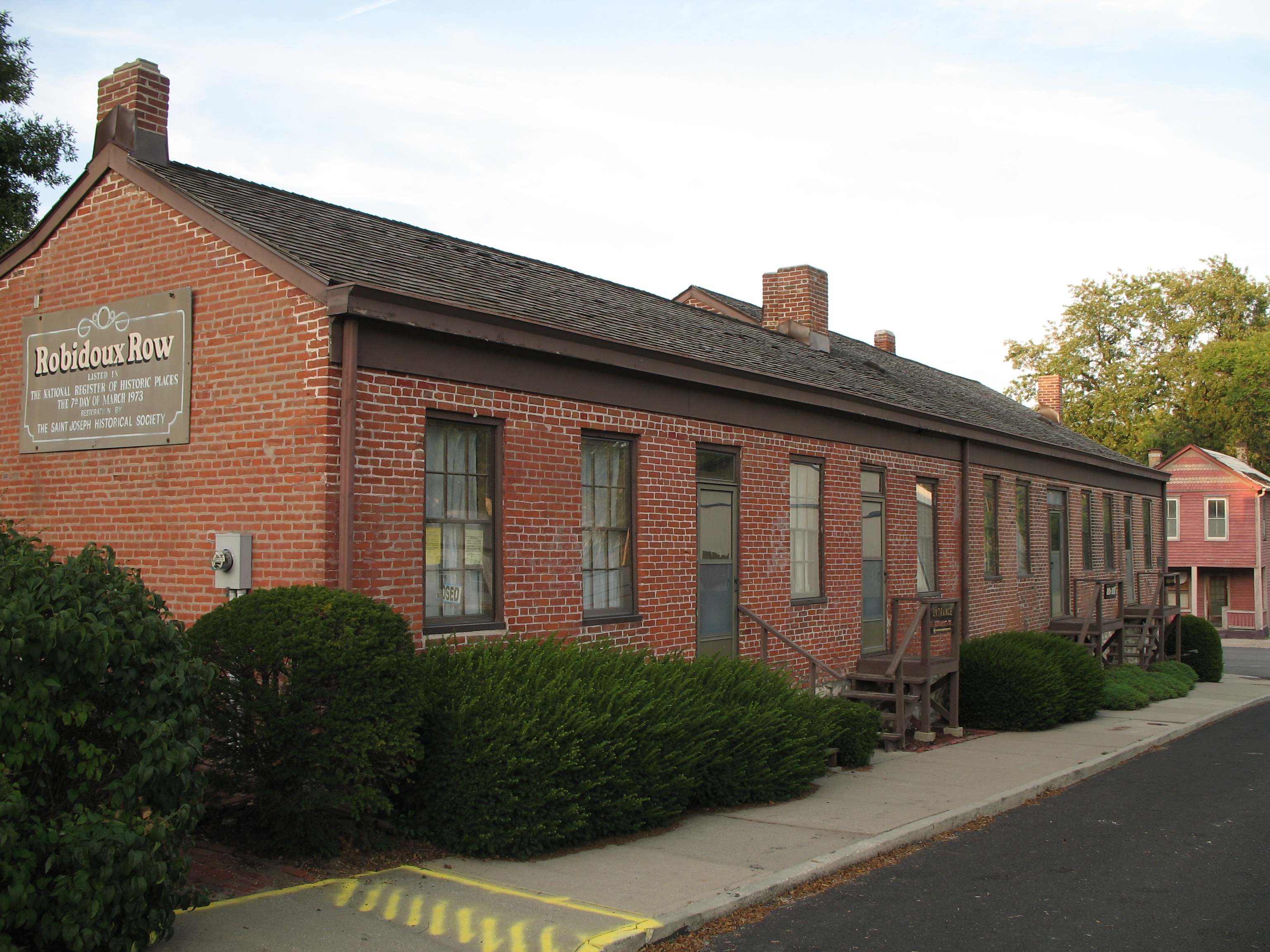
Maison mitoyenne Robidoux, à Saint Joseph.

## Lieux remarquables
- Site archéologique de Cloverdale.
- Coleman Hawkins Park.